# Polypodium punctatum
Polypodium punctatum là một loài thực vật có mạch trong họ Polypodiaceae. Loài này được (L.) Sw. miêu tả khoa học đầu tiên năm 1801.

## Hình ảnh

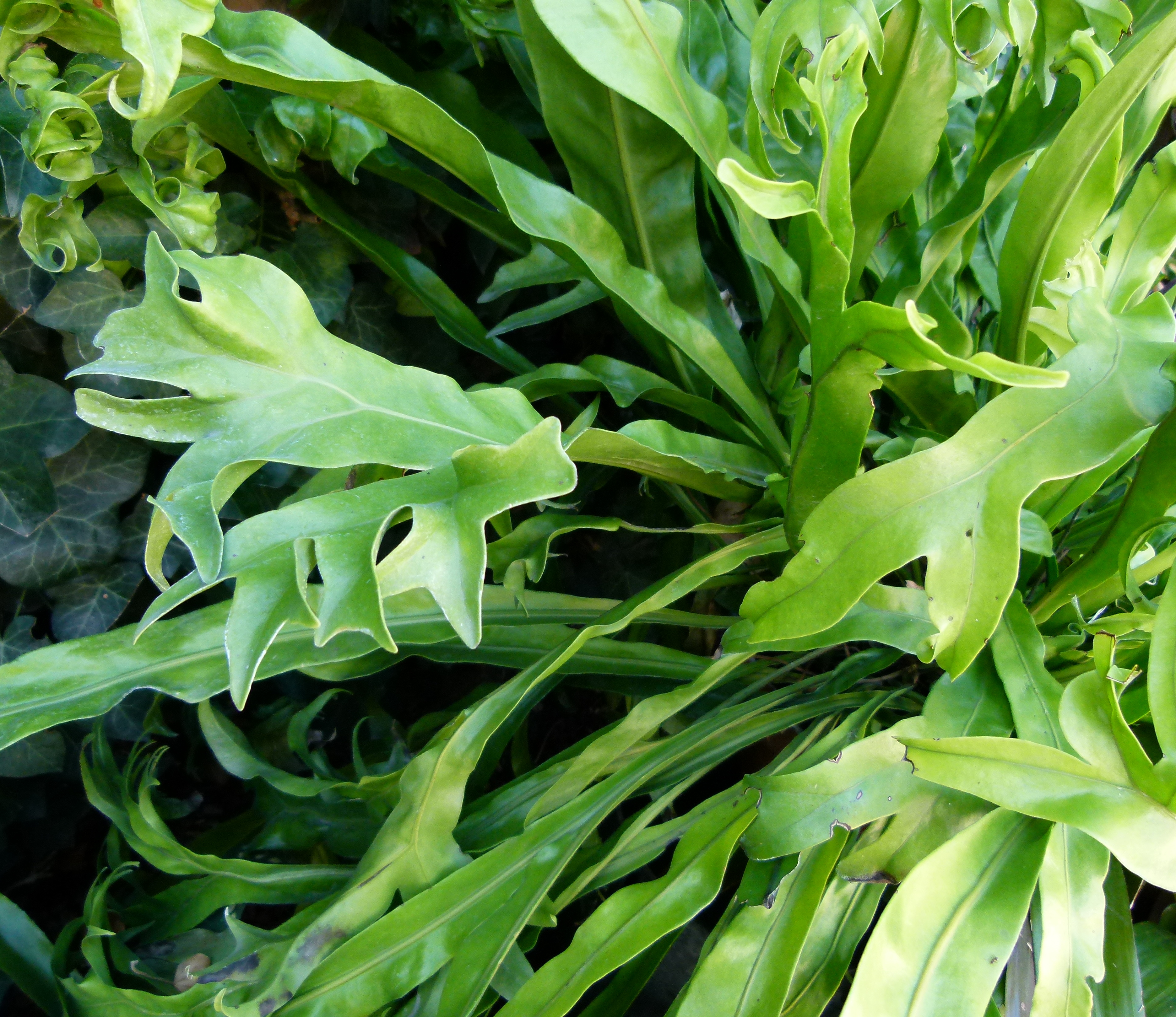
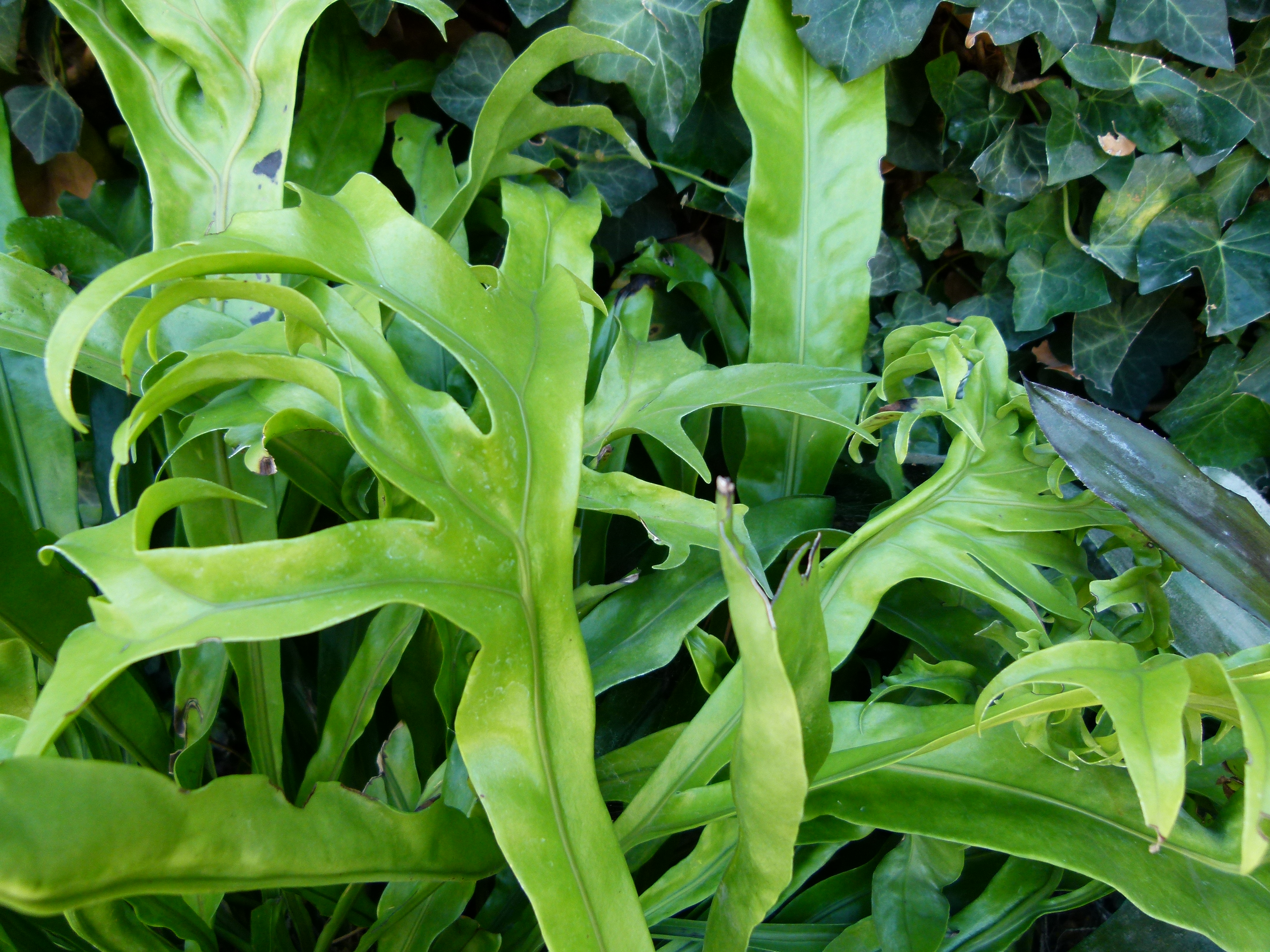